# François-Éric Gendron
François-Eric Gendron (Fontainebleau, 15 marzo 1954) è un attore francese.

## Biografia
Figlio del famoso violoncellista Maurice Gendron e Monique, una violinista, François-Eric studiò presso il CNSAD, il Conservatorio Nazionale Francese prima di decidere di diventare attore.
Ha recitato in numerose serie televisive, tra le quali Châteauvallon, La signora in giallo, Il commissario Moulin, Il giudice e il commissario, Il commissariato Saint Martin e Il comandante Florent.

## Filmografia

### Cinema
- Violette Nozière, regia di Claude Chabrol (1978)
- Confidences pour confidences, regia di Pascal Thomas (1979)
- Le temps des vacances, regia di Claude Vital (1979)
- Une robe noire pour un tueur, regia di José Giovanni (1981)
- Les hommes préfèrent les grosses, regia di Jean-Marie Poiré (1981)
- La vita è un romanzo (La vie est un roman), regia di Alain Resnais (1983)
- Fuego eterno, regia di José Ángel Rebolledo (1985)
- Ore 20: scandalo in diretta (Le 4ème pouvoir), regia di Serge Leroy (1985)
- L'amico della mia amica (L'ami de mon amie), regia di Éric Rohmer (1987)
- Sotto il vestito niente II, regia di Dario Piana (1988)
- À deux minutes près, egia di Éric Le Hung (1989)
- Voglio tornare a casa! (I Want to Go Home), regia di Alain Resnais (1989)
- Pioggia di autunno (Lluvia de otoño), regia di José Ángel Rebolledo (1989)
- Un minuto a mezzanotte (3615 Code Père Noël), regia di René Manzor (1990)
- Sweet Revenge, regia di Charlotte Brändström (1990)
- Donne di piacere (Dames galantes), regia di Jean Charles Tacchella (1990)
- Triplex, regia di Georges Lautner (1991)
- Mi nombre es sombra, regia di Gonzalo Suárez (1996)
- ¿De qué se ríen las mujeres?, regia di Joaquín Oristrell (1997)
- Momentos robados, regia di Oscar Barney Finn (1997)
- Em dic Sara, regia di Dolores Payás (1998)
- Du jour au lendemain, regia di Philippe Le Guay (2006)
- Si c'était lui..., regia di Anne-Marie Étienne (2007)
- La Fille du puisatier, regia di Daniel Auteuil (2011)
- Télé Gaucho, regia di Michel Leclerc (2012)
- Des amours, désamour, regia di Dominic Bachy (2017)
- La felicità degli altri (Le bonheur des uns...), regia di Daniel Cohen (2020)
- Un'ombra sulla verità (L'homme de la cave), regia di  Philippe Le Guay (2021)
- Largo Winch - Il prezzo del denaro (Largo Winch: Le prix de l'argent), regia di Olivier Masset-Depasse (2024)
- Controcorrente - A Rebours regia di Angelo Antonucci (2024)

### Cortometraggi
- Désir Pastel, regia di Mathieu Rivolier (2018)

### Televisione
- Cinq à sec – miniserie TV (1977)
- Au plaisir de Dieu – miniserie TV (1977)
- Les grandes conjurations – film TV (1978)
- Les cinq dernières minutes – serie TV, episodi Les loges du crime (1978) e Une mer bleue de sang (1991)
- Joséphine ou la comédie des ambitions, regia di Robert Mazoyer – film TV (1979)
- Orient-Express – miniserie TV, I episodio (1980)
- Fortunata y Jacinta, regia di Mario Camus – miniserie TV (1980)
- Le vol d'Icare, regia di Daniel Ceccaldi – film TV (1980)
- Leiche auf Urlaub, regia di Hans-Jürgen Tögel – film TV (1981)
- La vie des autres – serie TV, episodio Sofia (1981)
- Histoires de voyous, episodio Opération Primevère – serie TV (1981)
- Les amours des années grises – serie TV, episodio La colombe du Luxembourg (1981)
- Le serin du major, regia di Alain Boudet – film TV (1982)
- Madame S.O.S. – serie TV, episodio 1x04 (1982)
- Le Veneur noir, regia di Paul Planchon – miniserie TV (1982)
- Los desastres de la guerra – miniserie TV, episodio 1x01 (1983)
- Wagner, regia di Tony Palmer – miniserie TV (1983)
- Les Amours romantiques – serie TV, episodio Scènes de la vie de Bohême (1983)
- La ragazza dell'addio, regia di Daniele D'Anza – miniserie TV (1984)
- Le sexe faible, regia di Lazare Iglesis – film TV (1984)
- Messieurs les jurés – serie TV, episodio 11x03 (1984)
- Le mystérieux docteur Cornélius, regia di Maurice Frydland – miniserie TV (1984)
- L'ordre, regia di Étienne Périer – film TV (1985)
- Châteauvallon – serie TV, 4 episodi (1985)
- Amanti (Crossings), regia di Karen Arthur – miniserie TV (1986)
- Ballando sulle nuvole (Cloud Waltzing), regia di Gordon Flemyng – film TV (1987)
- L'ingranaggio, regia di Silverio Blasi – miniserie TV (1987)
- Una grande storia d'amore, regia di Duccio Tessari – miniserie TV (1987)
- La rivoluzione francese (La révolution française), regia di Robert Enrico e Richard T. Heffron – miniserie TV (1989)
- I viaggiatori delle tenebre (The Hitchhiker) – serie TV, episodio 5x03 (1989)
- Une saison de feuilles, regia di Serge Leroy – film TV (1989)
- Making News – serie TV, episodio 1x03 (1990)
- Not a Penny More, Not a Penny Less, regia di Clive Donner – miniserie TV (1990)
- Commissario Navarro (Navarro) – serie TV, episodio 3x02 (1991)
- Fly by Night – serie TV, episodio 1x06 (1991)
- Le avventure del giovane Indiana Jones (The Young Indiana Jones Chronicles) – serie TV, episodio 1x04 (1992)
- Belle e pericolose (Dangerous Curves) – serie TV, 22 episodi (1992-1993)
- Scoperta letale (Lethal Exposure), regia di Kevin Connor – film TV (1993)
- Maria des Eaux-Vives, regia di Robert Mazoyer – miniserie TV (1993)
- Au beau rivage, regia di Serge Korber – film TV (1994)
- Un figlio a metà - Un anno dopo, regia di Giorgio Capitani – miniserie TV (1994)
- Chasseur de loups, regia di Didier Albert – film TV (1994)
- Una vacanza in paradiso (The Women of Spring Break), regia di Bill L. Norton – film TV (1995)
- Aventures dans le Grand Nord – miniserie TV, episodio 1x05 (1995)
- La signora in giallo (Murder, She Wrote) – serie TV, episodio 11x17 (1995)
- Un chantage en or, regia di Hugues de Laugardière – film TV (1996)
- Chercheurs d'or – miniserie TV (1996)
- Il comandante Florent: Lola Lola (Une femme d'honneur: Lola, Lola), regia di Marion Sarraut – film TV (1996)
- La Basse-cour – serie TV, episodio La Basse-cour (1997)
- Une femme d'action, regia di Didier Albert – film TV (1997)
- Vado e torno, regia di Vittorio Sindoni – film TV (1998)
- Marseille, regia di Didier Albert – miniserie TV (1998)
- Avocats & associés – serie TV (1998-2010)
- Amici di ghiaccio - Death Run (Mörderische Abfahrt - Skitour in den Tod), regia di Curt M. Faudon – film TV (1999)
- Parents à mi-temps: Chassés-croisés, regia di Caroline Huppert – film TV (1999)
- Il commissario Moulin (Commissaire Moulin) – serie TV, episodio 6x02 (2000)
- La Kiné – serie TV, episodio 1x07 (2001)
- Le châtiment du Makhila, regia di Michel Sibra – film TV (2001)
- Docteur Claire Bellac – serie TV, 3 episodi (2001-2003)
- L'été rouge, regia di Gérard Marx – miniserie TV, 2 episodi (2002)
- Qui mange quoi?, regia di Jean-Paul Lilienfeld – film TV (2002)
- Il giudice e il commissario: La residenza (Femmes de loi: L'oeil de Caïn), regia di Emmanuel Gust – film TV (2003)
- Valentine, regia di Éric Summer – film TV (2003)
- Le Proc – serie TV, 6 episodi (2004-2006)
- Carla Rubens – serie TV, episodio Un enfant en otage (2007)
- Il commissariato Saint Martin (P.J.) – serie TV, episodio 11x01 (2007)
- Valentine & Cie, regia di Patrice Martineau – film TV (2007)
- Il comandante Florent: L'angelo nero (Une femme d'honneur: L'ange noir), regia di Jean-Marc Seban – film TV (2008)
- Les belles-soeurs, regia di Patrick Czaplinski – film TV (2008)
- Beauté fatale, regia di Claude-Michel Rome – film TV (2009)
- Les hommes préfèrent mentir, regia di Coralie Pastor – film TV (2010)
- Camping Paradis – serie TV, episodio 2x01 (2010)
- Streamfield, les carnets noirs, regia di Jean-Luc Miesch – film TV (2011)
- Tita Cervera. La baronesa, regia di Joaquín Llamas – miniserie TV (2011)
- Sulle tracce del crimine (Section de recherches) – serie TV, episodio 6x04 (2012)
- Transporter: The Series – serie TV, episodio 1x01 (2012)
- L'attaque – miniserie TV (2013)
- Commissaire Magellan – serie TV, episodio 4x03 (2013)
- 37 Days – miniserie TV (2014)
- Crimes et botanique – serie TV, episodi 1x01-1x02 (2014)
- Joséphine, ange gardien – serie TV, episodio 15x01 (2014)
- Mongeville et Magellan: Un Amour de Jeunesse, regia di Emmanuel Rigaut – film TV (2018)
- The Madame Blanc Mysteries – serie TV, episodio 1x02 (2021)
- Le Squat, regia di Emmanuel Rigaut – film TV (2021)
- Delitto in Amboise (L'Oubliée d'Amboise), regia di Sylvie Ayme – film TV (2022)
- Un si grand soleil – serial TV, 33 puntate (2022)
- The Intern (La stagiaire) – serie TV, episodio 8x03 (2023)
- The Walking Dead: Daryl Dixon – serie TV, episodio 2x04 (2024)